# Santi Correnti
Santi Correnti (Riposto, 28 gennaio 1924 – Catania, 27 agosto 2009) è stato uno storico e latinista italiano.

## Biografia
Primogenito di Antonino e di Venera Leonardi, maestra elementare, si laureò con lode in lettere classiche all'Università di Catania nel 1945, con una tesi (scritta in latino) sulle opere minori di Virgilio. Ammesso al corso di perfezionamento alla Scuola Normale Superiore di Pisa nell'anno accademico 1946-47,  l'abbandonò un anno dopo per iscriversi nuovamente all'università; conseguì infatti nel 1949 una seconda laurea in storia, ancora all'Università di Catania.
Fu quindi docente di ruolo (dal 1949) nelle scuole secondarie, insegnando italiano, latino e storia nei licei e negli istituti magistrali della provincia di Catania, alternando periodi di studio all'estero, negli Stati Uniti in particolare: nel 1959, insegnò, per un anno, alla Senior High School di West Bend nel Wisconsin. Nel 1953, conseguì la libera docenza in storia moderna, prendendo servizio presso l'Università di Catania.
Prevalentemente interessato alla storia della Sicilia, ma anche alla filosofia nonché alla letteratura italiana e latina, autore di numerose pubblicazioni, nel 1964 fondò e diresse l'Istituto Siciliano di Cultura Regionale (ISCRE) e, nel 1973, la Rivista Storica Siciliana. Nel 1970, l'Università di Catania creò, appositamente per lui, la prima cattedra italiana di storia della Sicilia, che egli resse fino al 1996, quando fu collocato in quiescenza. 
Fu anche ispettore bibliografico onorario per la Soprintendenza ai Beni Culturali della Sicilia orientale, oltre ad essere stato, per alcuni anni, attivo partecipe della vita politica come consigliere comunale del Comune di Riposto.
Come Francesco Renda, dedicò la maggior parte della sua vita alla storia della sua amata Sicilia, scrivendo quasi un centinaio di opere, sia a livello universitario che divulgativo, su quasi tutti gli aspetti della storia della Sicilia, dalla storiografia alla mitologia, al folklore, i costumi e le tradizioni isolane, in parte in prosieguo dell'opera di Carmelina Naselli. Oltre ad essere stato partecipe di molti convegni, giornate-studio ed incontri pubblici, curò e diresse pure, personalmente, diverse rubriche giornalistiche e televisive regionali, per diffondere, valorizzare e far apprezzare la storia e le usanze della sua terra al grande pubblico, oltre i soliti stereotipi, pregiudizi e luoghi comuni sulla Sicilia e il popolo siciliano. 
Medaglia d'Oro dei Benemeriti della Cultura, della Scuola e dell'Arte nel 1977, per le sue ricerche storiche svolte anche sull'alimentazione gli è stata intitolata una sala del Museo delle Paste Alimentari di Roma. Nel 1948, venne pure nominato Commissario della Sezione CNGEI di Riposto, mentre, come rappresentante del CNGEI, fu presente, nello stesso anno, alla ”Conferenza Mondiale Scout“ tenutasi a Kandesterg in Svizzera. Nel 1991 è stato nominato, insieme al giornalista e critico d'arte Fortunato Orazio Signorello, "Siciliano dell'anno", mentre, nel 2004, gli è stato conferito il premio ”Aitnen“, ogni anno bandito dall'”Accademia Federiciana di Scienze, Lettere e Arti“ di Catania.
In suo onore, è stato istituito il premio internazionale ”Santi Correnti“, organizzato dall'Associazione ”L'elefantino“ di Catania, col patrocinio della Regione Siciliana e dell'Università di Catania, ed assegnato, ogni anno, a personalità della scienza e della cultura.

## Opere
- Storia di Sicilia. Come storia del popolo siciliano dalla preistoria all'autonomia, Catania, Giannotta, 1956; Milano, Longanesi, 1972.
- Magister. Antologia del pensiero pedagogico romano dalla fine della Repubblica all'avvento del Cristianesimo, Catania-Torino, SEI, 1962.
- Studi e ricerche di storia di Sicilia. Con un'appendice di saggi italo-americani, Padova, CEDAM, 1963.
- Contributi alla storia di Catania, Padova, CEDAM, 1964.
- Origine e carattere del moto catanese del 1837, Palermo, Fondazione "Ignazio Mormino" del Banco di Sicilia, 1964.
- America dal di dentro. Rapporto sugli Stati Uniti d'oggi, Palermo, ESA, 1965.
- Echi letterari dell'origine borghese di un comune della Sicilia orientale. Con inediti poetici di Venerando Gangi e di Domenico Tempio, Palermo, Fondazione "Ignazio Mormino" del Banco di Sicilia, 1965.
- Le più belle leggende di Catania e dell'Etna, Catania, A.C.E., 1965.
- Catania attraverso i secoli nei testi e nelle immagini, a cura di, Verona, Cesame-Valdonega, 1966.
- La legislazione sociale in Sicilia nel periodo prodittatoriale, Palermo, Fondazione "Ignazio Mormino" del Banco di Sicilia, 1966.
- Cicerone filosofo. Antologia del pensiero ciceroniano per le ultime classi del liceo classico e scientifico, a cura di, Catania, Parva, 1967.
- Alla scoperta di Catania. Guida sentimentale della città etnea, Catania, Istituto Siciliano di Cultura Regionale (ISCRe), 1968.
- Canzoniere siciliano, a cura di, Catania, Istituto Siciliano di Cultura Regionale (ISCRe), 1971.
- Il contributo dei siciliani alla civiltà europea, Catania, Istituto Siciliano di Cultura Regionale (ISCRe), 1972.
- Cultura e storiografia nella Sicilia del cinquecento, Catania, Istituto Siciliano di Cultura Regionale (ISCRe), 1972.
- Fondamenti teorici ed orientamenti bibliografici per lo studio della storia di Sicilia, Catania, Istituto Siciliano di Cultura Regionale (ISCRe), 1972.
- Momenti di storia della cultura in Sicilia, Padova, CEDAM, 1972.
- Album della vecchia Catania. Con un'antologia di giudizio sulla città etnea, Catania, Casa editrice Nuova Trinacria (CENT), 1973.
- La guerra dei novant'anni e le ripercussioni europee della guerra del vespro, 1282-1372, Catania, Muglia, 1973.
- Paternò, Catania, Casa editrice Nuova Trinacria (CENT), 1973; Catania, Tringale, 1983.
- Per la storia della stampa periodica in Sicilia, Catania, Casa editrice Nuova Trinacria (CENT), 1973.
- Cultura siciliana di ieri e di oggi, Catania, Muglia, 1974.
- Leggende di Sicilia e loro genesi storica, Milano, Longanesi, 1975.
- Storia e folklore di Sicilia, Milano, Mursia, 1975.
- La Sicilia del Seicento. Società e cultura, Milano, Mursia, 1976. ISBN 88-4258-637-4.
- La città semprefiorente. Ricerche storico-didattiche su Catania, Catania, Greco, 1976 (versione per le scuole di "Guida di Catania").
- Femminismo e antifemminismo nella Sicilia del Settecento, Acireale, Tip. Galatea, 1976.
- La Sicilia del Seicento: società e cultura, Milano, Mursia Editore, 1976.
- Vita, morte e (sperabile) resurrezione della scuola italiana, Palermo, Florio, 1976.
- Guida di Catania (con cartina topografica a colori e stradario), Catania, Greco, 1977.
- La Sicilia di Sciascia, Catania, Greco, 1977; Catania, Giannotta, 1987.
- Saggi siciliani di storia e letteratura, Catania, Greco, 1978.
- Palermo d'allora, a cura di, Milano, Longanesi, 1979.
- Dante e la Sicilia, Catania, Greco, 1979.
- Palermo d'allora (a cura di), Milano, Longanesi, 1979.
- La poesia dialettale catanese durante la dittatura fascista, Catania, Greco, 1979.
- Canti d'amore del popolo siciliano (a cura di), Milano, Longanesi, 1980.
- La Sicilia del Cinquecento. Il nazionalismo isolano, Milano, Mursia, 1980.
- Siciliaviva. Antologia di cultura siciliana, con tavole di grammatica dialettale a cura di Concetta Greco Lanza, Catania, Greco, 1980.
- Nunzio Azzia da Bronte popolare d'assalto (1896-1971), Catania, Istituto Siciliano di Cultura Regionale (ISCRe), 1982.
- Garibaldi, la Sicilia e il socialismo, Palermo, Centro editoriale Archivio di Sicilia (CEAS), 1982.
- Acireale e le varie Aci nella storia, nella leggenda, nel folklore e nell'arte, Catania, Tringale, 1983.
- Catania e la sua provincia, Catania, a cura dell'Amministrazione provinciale di Catania, 1983.
- Ecologia e storia in Sicilia, Catania, Thule, 1983.
- Introduzione alla storia. Concetti generali per una nuova epistemologia, Catania, C.U.E.C.M., 1983.
- Quella Catania. Storia e società della città etnea nell'età defeliciana (1881-1920), con un'antologia di scrittori contemporanei e con ventuno foto d'epoca, Catania, Tringale, 1983.
- Storia cronologica della Sicilia: con un dizionarietto di termini storiografici siciliani, Palermo, CEAS, 1983.
- La storia contemporanea, con particolare riguardo alla storia del Meridione e alla storia di Sicilia, Catania, Tringale, 1984.
- Il centenario della Società di Mutuo soccorso di Riposto, Catania, Istituto Siciliano di Cultura Regionale (ISCRE), 1985.
- La Sicilia del Settecento. Il tramonto dell'isola felice. Con sedici stampe d'epoca, 2 voll., Catania, Tringale, 1985.
- Riposto nella storia, nell'arte e nella vita del suo popolo, Catania, Tringale, 1985.
- Leggende di Sicilia e loro genesi storica, 3ª ed., Catania, Tringale, 1986.
- Salvatore Quasimodo e la Sicilia, Trapani, Pubblicazioni del Consorzio Universitario di Trapani, 1986.
- Germania e Sicilia attraverso i secoli nella ricorrenza bicentenaria del viaggio di Goethe nell'isola (1787-1987), Catania, N. Giannotta, 1987.
- Il miglior perdono è la vendetta. Storia e dizionario del linguaggio mafioso, Milano, Mondadori, 1987. ISBN 88-0430-049-3
- La Sicilia di Sciascia, 2ª edizione accresciuta, Catania, N. Giannotta, 1987.
- Il contributo dei siciliani alla civiltà europea, 2ª edizione accresciuta, Catania, Giannotta, 1987.
- Calendario siciliano: la storia di Sicilia giorno per giorno, compreso il 29 febbraio, Catania, Tringale Editore, 1989.
- Il femminismo precursore della Sicilia del settecento, con la riproduzione integrale della "Apologia filosofico-storica in cui si mostra il sesso delle donne superiore a quello degli uomini" di Vincenzo Di Blasi, pubblicata a Catania nel 1737, Catania, Tringale, 1989.
- Storia di Sicilia come storia del popolo siciliano, 7ª ed., Milano, Longanesi & C., 1989.
- Donne di Sicilia. La storia dell'Isola del sole scritta al femminile, Catania, Tringale, 1990.
- Giuseppe Antonio Borgese e la Sicilia, Palermo, L'ottagono letterario, 1990.
- Il futurismo in Sicilia e la poetessa catanese Adele Gloria, Catania, Edizioni C.U.E.C.M., 1990.
- La Sicilia che ride. Storia documentata dell'umorismo isolano, Messina-Firenze, G. D'Anna, 1991. ISBN 88-8321-049-2.
- L'Inquisizione in Sicilia, Catania, Edizioni C.U.E.C.M., 1991.
- Corso di storia moderna, dal 1453 al 1945: con particolare riguardo alla storia del Meridione e alla storia di Sicilia, Catania, Tringale, 1991.
- La Sicilia del '400. L'Umanesimo siciliano e mediterraneo, Catania, A. Marino, 1992.
- L'Italia più corta: primo saggio di storia inter-regionale italiana; con una lettera di Giovanni Spadolini, Catania, A. Marino, 1993.
- Leggende di Sicilia e loro genesi storica, Palermo, Palumbo, 1993. ISBN 88-8020-003-8.
- Martoglio inedito: un ignoto canzoniere italiano della Catania fin de siècle, Catania, C.U.E.C.M, 1993.
- La Sicilia non è solo mafia: figure significative nella storia dell'isola da Archimede a Gaetano Martino, Catania, Edizioni Boemi, 1995.
- Indice sistematico della "Bibliografia siciliana" di Giuseppe Maria Mira, Catania, Edizioni Boemi, 1995.
- D'Annunzio in siciliano, Catania, Edizioni Boemi, 1995.
- Cagliostro il siciliano, Catania, Edizioni Boemi, 1995.
- Canti d'amore del popolo siciliano, Catania, Brancato, 1995. ISBN 88-8031-466-1.
- Storia di Sicilia come storia del popolo siciliano, 1995, Brancato. ISBN 88-8031-450-5.
- Proverbi e detti siciliani di ieri e di oggi. L'amore, l'amicizia, le donne, la famiglia, il lavoro, la vita pratica nei proverbi arguti e sapienti di un popolo mediterraneo ricco di luci e di ombre: l'espressione più genuina dell'esperienza popolare, specchio di una tradizione orale che va ormai scomparendo, con incisioni di Giuseppe Maria Mitelli, Roma, Newton Compton Editori, 1995. ISBN 88-8183-111-2.
- Fatti e figure della storia di Riposto, Catania, Istituto Siciliano di Cultura Regionale (ISCRE), 1998.
- Guida insolita ai misteri, ai segreti, alle leggende e alle curiosità della Sicilia, Roma, Newton Compton Editori, 1998. ISBN 88-8289-117-8.
- Sicilia da conoscere e da amare (curata con Giancarlo B. Scarantino), San Cataldo (CL), Editrice Nocera, 1998.
- Storia della Sicilia: re e imperatori, grandi condottieri e nobili famiglie, antichi misteri e avvenimenti memorabili, guerre, arte, folclore e tradizioni di una delle regioni più belle d'Italia, Roma, Newton Compton Editori, 1999.
- Proverbi siciliani sulle donne e sull'amore, Roma, Newton Compton Editori, 1999. ISBN 88-8289-176-3.
- Le strade di Catania: la storia, i segreti, l'arte, il folclore della città attraverso una completa guida delle sue vie e delle sue piazze. Un viaggio nella storia e nel costume alla riscoperta di curiosità, leggende, monumenti e avvenimenti memorabili (con Santino Spartà), Roma, Newton Compton Editori, 1999.
- Bellini: sinfonia di una vita, Palermo, M. Grispo, 2000.
- Cataniamia, Catania, Edizioni Greco, 2001.
- A short history of Sicily, Mount-Royal, Quebec (Canada), Les Editions Musae, 2002.
- Donne di Sicilia. La storia dell'isola del sole scritta al femminile, Trapani, Coppola Editore, 2002. ISBN 88-8743-257-0.
- Breve storia della Sicilia, dalle origini ai giorni nostri, Roma, Newton Compton Editori, 2002. ISBN 88-7983-511-4.
- Sicilia da conoscere e da amare: città e paesi di Sicilia, con il coordinamento di Giancarlo B. Scarantino, Nicosia (EN), Ridolfo Editore, 2007.
- Proverbi e modi di dire siciliani di ieri e di oggi, Roma, Newton Compton Editori, 2011. ISBN 88-5412-350-1.

Molte delle opere sopracitate, nel corso degli anni hanno avuto, a partire dalla prima, più edizioni e ristampe.